# All Saints, Devon
All Saints är en civil parish i Storbritannien. Den ligger i grevskapet Devon och riksdelen England, i den södra delen av landet, 210 km väster om huvudstaden London. Den omfattar småbyarna All Saints, Smallridge, Churchill, Alston och Waggs Plot. 